# Carro de golf

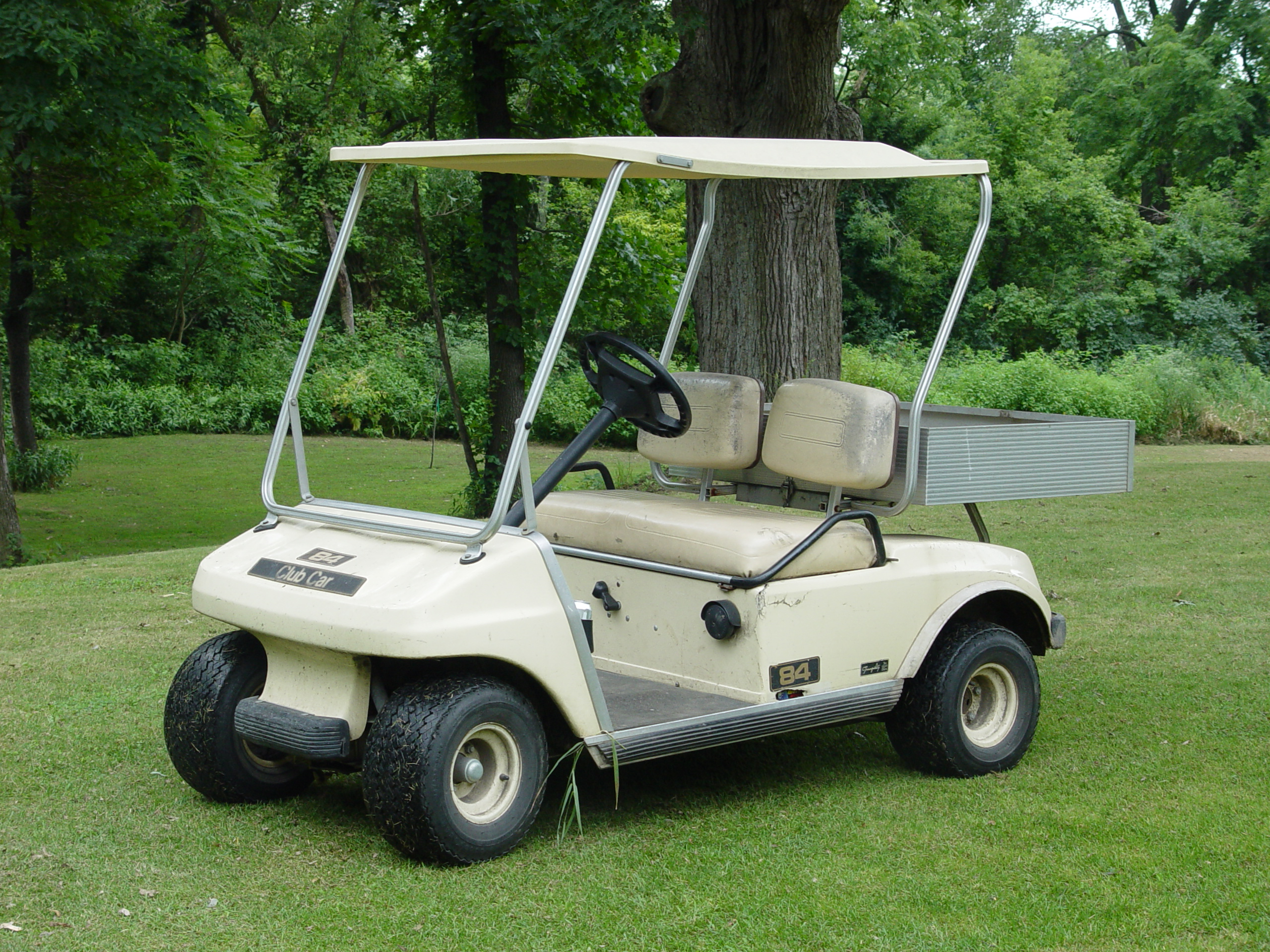
Un carret de golf comú.

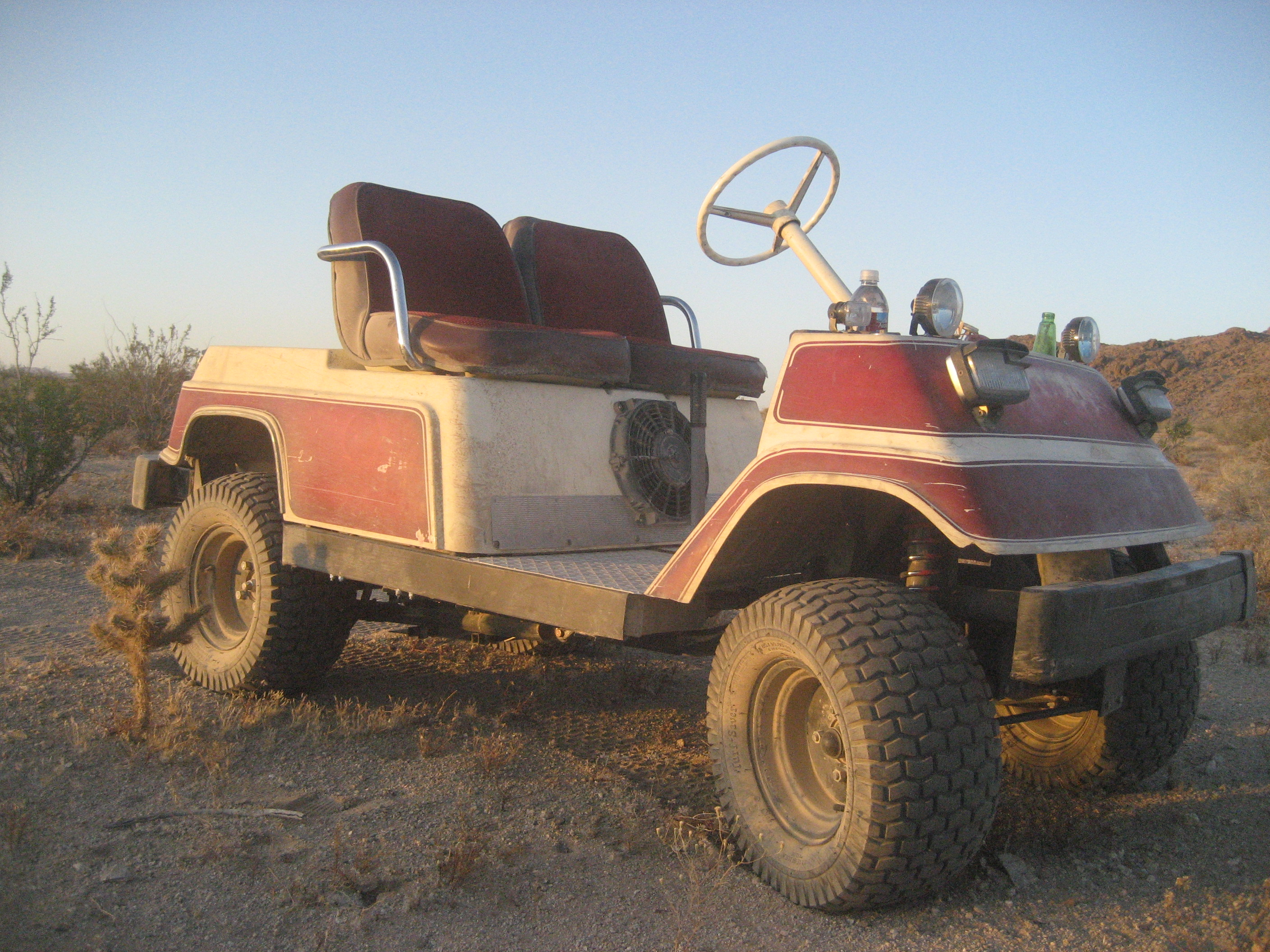
Un carret de golf de senderes de desert.

Un carret de golf és un petit vehicle originalment dissenyat per portar a dos jugadors de golf i els seus pals de golf al voltant d'un camp de golf o en les senderes del desert amb menys esforç que caminar.

## Característiques
Els carros de golf (o caddy) venen en una àmplia gamma de formats i són en general utilitzats per transportar pocs passatgers a distàncies curtes a velocitats de menys de 15 mph (24 km / h) segons ANSI Estàndard z130.1. Les seves mides en general són al voltant de 4 peus (1,2 m) d'ample x 8 peus (2.4 m) de llarg x 6 peus (1,8 m) d'altura i el pes des de 900 lliures (410 kg) fins 1.000 lliures (450 kg). La majoria són impulsats per motors de 4 temps.
Amb l'augment de popularitat dels carrets de golf, molts clubs de golf o clubs de camp ofereixen opcions d'emmagatzematge i d'energia per als propietaris de carret de golf. Això ha donat lloc a la modificació dels carros de golf per adaptar-ne el seu ús a un camp de golf en particular. Algunes modificacions típiques inclouen el parabrisa, netejadors de boles, plats freds, el controlador del motor o la velocitat millorada (per augmentar la velocitat i / o el parell) i kits d'elevació.
Originalment els carrets de golf van ser accionats elèctricament, però amb el temps van aparèixer variants de gasolina. La variant elèctrica s'utilitza ara en moltes comunitats per la seva manca de contaminants, la manca de soroll, i la seguretat per als vianants i altres carros (a causa de la seva escassa velocitat). Quan la seva finalitat és el transport en general reben el nom de vehicles elèctrics de veïnat (en anglès Neighborhood Electric Vehicles o NEVs), però amb diferents limitacions d'operació, com la velocitat màxima i la forta regulació del tipus de vies per on poden circular.
Als Estats Units, l'edat mínima per conduir un carret de golf és de 13 anys als estats d'Alabama, Califòrnia, Iowa, Kansas, Kentucky, Rhode Island i Vermont. A Florida, l'edat mínima és de 14. En tots els altres estats, l'edat mínima és de 15 anys.

## Història
El primer ús d'un carro motoritzat en un camp de golf va ser fet per JK Wadley de Texarkana, Texas / Arkansas, que va observar un carro elèctric de tres rodes que s'utilitza a Los Angeles per al transport de les persones grans a la tenda de comestibles. Més tard, va adquirir un carro i va trobar que no funcionava gaire bé dins d'un camp de golf. El primer carro de golf elèctric va ser fet a mida el 1932, però no va tenir una àmplia acceptació. Durant la dècada de 1930 fins a la dècada de 1950 l'ús més habitual dels carros de golf era per a les persones amb discapacitat que no podien caminar gaire. A mitjans dels anys 1950 el carro de golf havia guanyat una àmplia acceptació entre els golfistes, amb diversos fabricants (com Victor Adding Machine Co. i Sears Roebuck) produint diversos models. La majoria eren elèctrics.
Merle Williams de Long Beach, Califòrnia va ser un innovador a principis del carro de golf elèctric. Va començar amb el coneixement obtingut de la producció de vehicles elèctrics a causa de la Segona Guerra Mundial, degut al racionament de gasolina. L'any 1951 la seva empresa Marketeer Company va començar la producció d'un carret de golf elèctric a Redlands, Califòrnia. EZGO va començar a produir cotxes de golf el 1954, Cushman el 1955, Club Car el 1958, Taylor-Dunn el 1961, Harley-Davidson el 1963, Yamaha Golf Car el 1979 i CT&T el 2002.
Max Walker va crear el primer carro de golf de gasolina ("The Walker Executive") l'any 1957. Aquest vehicle de tres rodes amb un frontal estil Vespa portava dos passatgers i les seves bosses.

## Comunitats amb carros de golf
Peachtree City, Geòrgia té molts quilòmetres de camins de carrets de golf per tota la ciutat. El carret de golf és utilitzat per una gran majoria de la comunitat, especialment pels estudiants de secundària. L'institut McIntosh fins i tot té un estacionament de carrets de golf al campus.
A algunes illes (com l'illa de Santa Catalina, Califòrnia, Bald Head Island, North Captiva Island, Carolina del Nord i Hamilton Island), els vehicles de motor tenen limitacions i els residents utilitzen carros de golf en el seu lloc.
The Villages, Florida, una comunitat de jubilats de més de 70.000 persones, compta amb un extens sistema de camins de carret de golf d'unes 100 milles (160 km) i també permet els carros de golf en molts carrers. És la forma de transport més popular en aquesta comunitat.
A les illes tropicals de Belize els carros de golf són una forma important de transport per carretera i els turistes en poden llogar.
La comunitat residencial de Discovery Bay, Hong Kong no permet l'ús de vehicles privats, a part d'una flota de 520 carros de golf (excloent els que operen exclusivament en el Golf). La resta dels 20.000 residents es mouen per tot el municipi amb una combinació d'autobusos i cotxes de lloguer.

## Accidents i lesions
Juntament amb la creixent popularitat dels carrets de golf, el nombre de lesions relacionades amb aquests vehicles ha augmentat significativament en l'última dècada. Als Estats Units, un estudi realitzat per investigadors del Centre de Recerca de Lesions i Política de l'Institut de Recerca de l'Hospital Nacional de Nens va trobar que el nombre de lesions relacionades amb la compra va pujar un 132% durant el període d'estudi de 17 anys. Segons l'estudi, publicat en l'edició de juliol 2008 de l'American Journal of Preventive Medicine, es van produir 148.000 lesions relacionades amb els carros de golf entre 1990 i 2006, des de 5.770 casos el 1990 fins 13.411 casos el 2006. Més del 30% de les lesions van involucrar a menors de 16 anys.
El tipus més comú de lesions van ser teixits tous danyats, en general només contusions, seguit de les fractures, la qual cosa constitueix el 22,3% dels casos, i laceracions, que representen el 15,5% de les lesions. Altres tipus de lesions són contusions, ferides internes, hematomes subdurals, lesió de la medul·la espinal, o el compromís respiratori agut. Encara que és poc comú, alguns casos van tenir conseqüències greus: 4 víctimes mortals, 2 paraplègics i 1 tetraplègics han estat documentats.
Algunes de les principals causes de les lesions relacionades amb accidents de carret de golf inclouen el bolcat del carro, la caiguda o salt d'un carro en moviment, la col·lisió amb un altre vehicle o objecte fix, copejat o atropellat per un carro i entrada o sortida d'un carro en moviment. La causa més comuna de lesions va ser la "caiguda o salt des d'un carro".
El motiu és que les característiques actuals de seguretat dels carros de golf són insuficients per evitar les caigudes de passatgers o la seva expulsió. Els carrets de golf que es mouen a velocitats tan baixes com 11 milles per hora (18 km / h) poden expulsar fàcilment a un passatger al girar. D'altra banda, els seients en sentit oposat a la marxa estan associats a altes taxes d'ejecció de passatgers, i la majoria dels carrets de golf no tenen frens a les quatre rodes (normalment els frens són només en les rodes de l'eix posterior i, per tant, limita la seva potència de frenat).
Les lesions es produeixen també a les zones desèrtiques (com Johnson Valley, Califòrnia). Conduir els carros de golf en rutes de terra accidentades, al llarg de penya-segats i per senders rocosos que només haurien de recórrer amb vehicles de 4 rodes, pot causar lesions.

## Adaptació dels carrets de golf
Les noves tecnologies, com la SoloRider, han permès dissenyar un carret de golf adaptable dissenyat per a un sol usuari, que està permetent a les persones discapacitades l'accés al camp de golf i al joc en si.

## Carrets de golf extrem

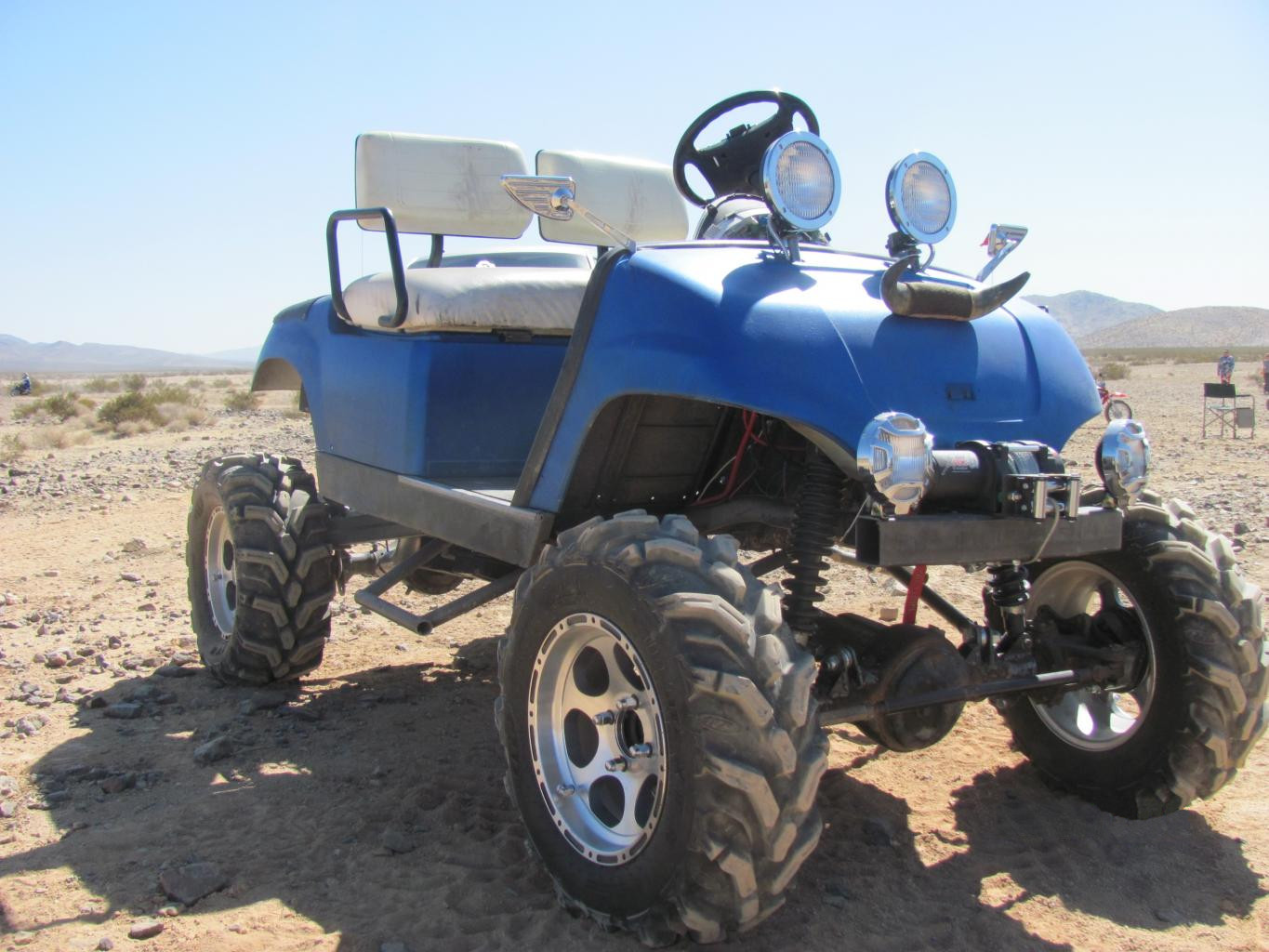
Un carret de golf extrem

Els carrets de golf estan prenent una naturalesa extrema, modificant la seva configuració original per realitzar models semblants als populars Side by Side (UTV). Algunes modificacions de menor importància com a millores en la suspensió són comunes, mentre que els redissenys complets poden comprendre eixos i un motor de major grandària.

## Fabricants
- Tomcar
- Vehicle de mobilitat
- Cushman
- Melex (Polònia)
- Yamaha (Japó i EUA)
- Carretó